# Gonomyia (Leiponeura) pino
Gonomyia (Leiponeura) pino is een tweevleugelige uit de familie steltmuggen (Limoniidae). De soort komt voor in het Australaziatisch gebied.